# Spilomena socialis
Spilomena socialis (лат.) — вид песочных ос рода Spilomena из подсемейства Pemphredoninae (Crabronidae).

## Распространение
Малайзия (Pahang State, Bukit Fraser).

## Описание
Мелкие коренастые осы (около 4 мм) с сидячим брюшком, основная окраска чёрная со светлыми отметинами. Наличие двух субмаргинальных ячеек переднего крыла, полностью жёлтого края наличника и пары удлиненных глазковых щетинок позволяет легко отличить этот вид от Spilomen obliterata Turner (1914), единственного другого вида Spilomena, описанного в Малайзии. Тело преимущественно чёрное, матовое, брюшко темно-коричневое. Усики, щупики, мандибулы, тегула и ноги (включая тазики) равномерно жёлтые; апикальные края наличника и переднеспинки жёлтые; жилки крыльев жёлтые, дистально за стигмой становятся коричневыми; кончики мандибул и стигмы коричневые; переднеспинка в задней части с кремовым пятном. Щеточка на VII тергите белая. Затылочный киль отсутствует; переднее крыло с удлиненной маргинальной ячейкой, длиннее стигмы, на вершине замкнутая; присутствуют две закрытые субмаргинальные ячейки; есть одна возвратная жилка и две дискоидные ячейки; брюшко без петиоля; воротник переднеспинки с полным поперечным валиком. Усики самца 13-члениковые, самки — 12-члениковые. Нижнечелюстные щупики состоят из 6 члеников, а нижнегубные — из 4. Вид был впервые описан в 2014 году американским энтомологом Робертом Меттьюсом (Университет Джорджии, Атенс, США).
Гнездо состоит из группы близко расположенных кластеров вертикально ориентированных ячеек, прикрепленных к стенам, и состоит из крошечных кусочков растительного и минерального происхождения, частей насекомых и гиф грибов, связанных вместе шелком, выделяемым из брюшной железы каждой самки осы. В гнездах было до 39 ячеек (в среднем 10,4 ячеек, N = 35). Входы в гнёзда находились в верхнем конце камер. Ячейки, построенные бок о бок, имеют навес в виде крыши, соединенные в трубу, которая обеспечивает доступ ко всем ячейкам. В гнездах обитали от 1 до 13 самок (в среднем 4,3 самки на гнездо, N = 21) и 0–4 самца, общее соотношение полов составляло 0,22. Развитие яичников у самок в гнезде было различным. В 8 из 20 гнезд с 3 и более самками только у одной самки были развиты яичники, но размер самки (измеренный как ширина головы) не коррелировал с развитием яичников. Клетки, по-видимому, постепенно снабжаются трипсами и часто используются повторно. Взрослые самки сообща защищают гнезда от врагов.
Было замечено, что самки, вернувшиеся с материалом для гнезда, прикрепляли его к гнезду, используя повторяющиеся движения вперед и назад согнутыми вентрально брюшками. Некоторые ячейки, по-видимому, используются повторно, так как старые гнёзда часто содержат несколько активных ячеек. Гнёзда могут сохраняться в течение длительного времени, о чем свидетельствуют различные заброшенные гнёзда и рост водорослей, покрывающих некоторые активные гнёзда. 
Как и многие другие виды этого рода, Spilomena socialis питается небольшими трипсами.